# Dalibor Veselinović
Dalibor Veselinović (in serbo Далибор Веселиновић?; Novi Sad, 21 settembre 1987) è un ex calciatore serbo, di ruolo attaccante.

## Carriera
Nel 2008 il Lens lo preleva per 300000 €: il serbo vince il titolo di seconda divisione francese, nonostante le poche partite disputate e nella stagione seguente si trasferisce in Belgio, in un club di seconda divisione. In due stagioni firma tre triplette, andando in gol 28 volte (è quinto nella classifica marcatori 2010, ottavo in quella del 2011) e attirandosi le attenzioni dell'Anderlecht, che ne rileva il cartellino per mezzo milione. Con il club viola, Veselinović non convince ed è più volte girato in prestito segnando una decina di marcature con le maglie di Kortrijk e Waasland-Beveren. Nell'estate 2014, l'Anderlecht lo cede a parametro zero al Malines.

## Palmarès

### Club

#### Competizioni nazionali
- Ligue 2: 1

Lens: 2008-2009